# Xenocylindrocladium
Xenocylindrocladium is een geslacht van schimmels behorend tot de familie Nectriaceae. De typesoort is Xenocylindrocladium serpens.

## Soorten
Volgens Index Fungorum telt het geslacht drie soorten (peildatum maart 2023):
| Soortnaam                            | Auteur(s)                 | Publicatiejaar |
| ------------------------------------ | ------------------------- | -------------- |
| Xenocylindrocladium guianense        | Crous & Decock            | 2001           |
| Xenocylindrocladium serpens          | Decock, Hennebert & Crous | 1997           |
| Xenocylindrocladium subverticillatum | Decock & Crous            | 2001           |